# Censo de los Estados Unidos de 1910
El censo de los Estados Unidos de 1910 es el decimotercer censo realizado en Estados Unidos. Se llevó a cabo el 25 de abril de 1910 y dio como resultado una población de 92 228 496 habitantes.

## Realización
Este fue el primer censo realizado por la Oficina del Censo de los Estados Unidos. En el censo se recolectaron los siguientes datos de todos los habitantes del país:
- Dirección
- Nombre
- Relación con el jefe de familia
- Sexo
- Raza (blanco, negro, mulato, chino, japonés, indio u otro)
- Edad
- Estado marital y número de años casado
- Informar de cuantos hijos es madre y cuantos de ellos siguen vivos
- Lugar de nacimiento de la persona y de sus padres
- En caso de ser extranjero, informar el año en que llegó al país
- Informar si sabe inglés, de lo contrario informar el idioma que habla
- Ocupación, industria y clase de trabajador
- Informar cuanto tiempo ha trabajado en el último año
- Alfabetismo
- Asistencia a la escuela
- Informar si vive en casa alquilada o es dueño, y si paga hipoteca
- Informar si vive en una casa o una granja
- Informar si es veterano de la Guerra de Secesión

## Resultados
| Posición | Estado               | Población  |
| -------- | -------------------- | ---------- |
| 1        | Nueva York           | 9 113 614  |
| 2        | Pensilvania          | 7 665 111  |
| 3        | Illinois             | 5 638 591  |
| 4        | Ohio                 | 4 767 121  |
| 5        | Texas                | 3 896 542  |
| 6        | Massachusetts        | 3 366 416  |
| 7        | Misuri               | 3 293 335  |
| 8        | Míchigan             | 2 810 173  |
| 9        | Indiana              | 2 700 876  |
| 10       | Georgia              | 2 609 121  |
| 11       | Nueva Jersey         | 2 537 167  |
| 12       | California           | 2 377 549  |
| 13       | Wisconsin            | 2 333 860  |
| 14       | Kentucky             | 2 289 905  |
| 15       | Iowa                 | 2 224 771  |
| 16       | Carolina del Norte   | 2 206 287  |
| 17       | Tennessee            | 2 184 789  |
| 18       | Alabama              | 2 138 093  |
| 19       | Minnesota            | 2 075 708  |
| 20       | Virginia             | 2 061 612  |
| 21       | Misisipi             | 1 797 114  |
| 22       | Kansas               | 1 690 949  |
| 23       | Oklahoma             | 1 657 155  |
| 24       | Luisiana             | 1 656 388  |
| 25       | Arkansas             | 1 574 449  |
| 26       | Carolina del Sur     | 1 515 400  |
| 27       | Maryland             | 1 295 346  |
| 28       | Virginia Occidental  | 1 221 119  |
| 29       | Nebraska             | 1 192 214  |
| 30       | Washington           | 1 141 990  |
| 31       | Connecticut          | 1 114 756  |
| 32       | Colorado             | 799 024    |
| 33       | Florida              | 752 619    |
| 34       | Maine                | 742 371    |
| 35       | Oregón               | 672 765    |
| 36       | Dakota del Sur       | 583 888    |
| 37       | Dakota del Norte     | 577 056    |
| 38       | Rhode Island         | 542 610    |
| 39       | Nuevo Hampshire      | 430 572    |
| 40       | Montana              | 376 053    |
| 41       | Utah                 | 373 351    |
| 42       | Vermont              | 355 956    |
| 43       | Distrito de Columbia | 331 069    |
| 44       | Nuevo México         | 327 301    |
| 45       | Idaho                | 325 594    |
| 46       | Arizona              | 204 354    |
| 47       | Delaware             | 202 322    |
| 48       | Hawái                | 191 874    |
| 49       | Wyoming              | 145 965    |
| 50       | Nevada               | 81 875     |
| 51       | Alaska               | 64 356     |
| Total    | Total                | 92 228 496 |

## Ciudades más pobladas
| Posición | Ciudad        | Estado               | Población |
| -------- | ------------- | -------------------- | --------- |
| 1        | Nueva York    | Nueva York           | 4 766 883 |
| 2        | Chicago       | Illinois             | 2 185 283 |
| 3        | Filadelfia    | Pensilvania          | 1 549 008 |
| 4        | San Luis      | Misuri               | 687 029   |
| 5        | Boston        | Massachusetts        | 670 585   |
| 6        | Cleveland     | Ohio                 | 560 663   |
| 7        | Baltimore     | Maryland             | 558 485   |
| 8        | Pittsburgh    | Pensilvania          | 533 905   |
| 9        | Detroit       | Míchigan             | 465 766   |
| 10       | Búfalo        | Nueva York           | 423 715   |
| 11       | San Francisco | California           | 416 912   |
| 12       | Milwaukee     | Wisconsin            | 373 857   |
| 13       | Cincinnati    | Ohio                 | 363 591   |
| 14       | Newark        | Nueva Jersey         | 347 469   |
| 15       | Nueva Orleans | Luisiana             | 339 075   |
| 16       | Washington    | Distrito de Columbia | 331 069   |
| 17       | Los Ángeles   | California           | 319 198   |
| 18       | Mineápolis    | Minnesota            | 301 408   |
| 19       | Jersey City   | Nueva Jersey         | 267 779   |
| 20       | Kansas City   | Misuri               | 248 381   |

## Idiomas más hablados entre la población inmigrante
| Posición | Idioma         | Población |
| -------- | -------------- | --------- |
| 1        | Inglés y celta | 3 363 792 |
| 2        | Alemán         | 2 759 032 |
| 3        | Italiano       | 1 365 110 |
| 4        | Yidis y hebreo | 1 051 767 |
| 5        | Polaco         | 943 781   |
| 6        | Sueco          | 683 218   |
| 7        | Francés        | 528 842   |
| 8        | Noruego        | 402 587   |
| 9        | Español        | 258 131   |
| 10       | Húngaro        | 229 094   |